# Stand by U
Stand by U – dwudziesty ósmy singel południowokoreańskiego zespołu TVXQ, wydany w Japonii 1 lipca 2009 roku przez Rhythm Zone. Został wydany w czterech edycjach: limitowanej CD+DVD, dwóch regularnych CD oraz „Tokyo Dome”. Osiągnął 2 pozycję w rankingu Oricon i pozostał na liście przez 34 tygodnie, sprzedał się w nakładzie 232 225 egzemplarzy w Japonii. Singel zdobył status złotej płyty.

## Lista utworów

### CD
| CD | CD                                    | CD             | CD            | CD        | CD      |
| Nr | Tytuł utworu                          | Tekst          | Kompozycja    | Aranżacja | Długość |
| -- | ------------------------------------- | -------------- | ------------- | --------- | ------- |
| 1. | „Stand by U”                          | Shinjirō Inoue | UTA, REO      | UTA       | 5:56    |
| 2. | „Tea for Two”                         | H.U.B.         | Ichirō Fujiya | Manao Doi | 4:41    |
| 3. | „Sky” (Bonus Track)                   | H.U.B          | h-wonder      | h-wonder  | 5:13    |
| 4. | „Stand by U ~Luv Behind The MLD mix~” | Shinjirō Inoue | UTA, REO      | REO       | 6:13    |
| 5. | „Stand by U” (Less Vocal)             |                | UTA, REO      | UTA       | 5:56    |
| 6. | „Tea for Two” (Less Vocal)            |                | Ichirō Fujiya | Manao Doi | 4:39    |

### CD+DVD
| CD | CD                         | CD             | CD            | CD        | CD      |
| Nr | Tytuł utworu               | Tekst          | Kompozycja    | Aranżacja | Długość |
| -- | -------------------------- | -------------- | ------------- | --------- | ------- |
| 1. | „Stand by U”               | Shinjirō Inoue | UTA, REO      | UTA       | 5:56    |
| 2. | „Tea for Two”              | H.U.B.         | Ichirō Fujiya | Manao Doi | 4:41    |
| 3. | „Sky” (Bonus Track)        | H.U.B          | h-wonder      | h-wonder  | 5:13    |
| 4. | „Stand by U” (Less Vocal)  |                | UTA, REO      | UTA       | 5:56    |
| 5. | „Tea for Two” (Less Vocal) |                | Ichirō Fujiya | Manao Doi | 4:39    |

| DVD | DVD                       | DVD     |
| Nr  | Tytuł utworu              | Długość |
| --- | ------------------------- | ------- |
| 1.  | „Stand by U” (Video Clip) |         |
| 2.  | „Off Shot Movie”          |         |

## Notowania
| Lista                             | Pozycja |
| --------------------------------- | ------- |
| Oricon Weekly Singles Chart       | 2       |
| Billboard Japan Hot 100           | 2       |
| Billboard Japan Top Singles Sales | 2       |